# Naturschutzgebiet Kahlenberg (Sundern)
Das Naturschutzgebiet Kahlenberg mit 16,1 ha Flächengröße liegt westlich von Weninghausen im Stadtgebiet von Sundern und im Hochsauerlandkreis. Das Gebiet wurde 2019 mit dem Landschaftsplan Sundern durch den Kreistag des Hochsauerlandkreises als Naturschutzgebiet (NSG) ausgewiesen. Vorher war das Gebiet ab 1993 Teil vom Landschaftsschutzgebiet Sundern. Das NSG geht bis an den Dorfrand und ist meist umgeben von Fichtenwäldern im Landschaftsschutzgebiet Sundern.

## Beschreibung
Der Landschaftsplan führt zum Naturschutzgebiet aus: „Der lichtdurchflutete, ausgedehnte Niederwald liegt überwiegend an den Südhängen eines in Ost-West-Richtung verlaufenden Bergrückens und zeigt eine dichte Krautschicht aus Gräsern, Beeren- und Heidesträuchern. Zu den Kammlagen hin wird die Bodenauflage immer flachgründiger. Neben den überwiegend gut strukturierten Niederwaldanteilen sind kleinere Bereiche am durchwachsen und damit am überaltern. Im Osten der Festsetzung ist eine Fichtenparzelle inselartig in den Niederwald eingeschlossen. Im Plangebiet liegen noch zahlreiche, zumeist gut ausgeprägte Niederwaldflächen. Sie stellen als Relikte einer historischen Waldbewirtschaftungsform Zeugnisse der Kulturlandschaft dieses Gebietes dar. Bei Fortführung bzw. Wiederaufnahme der niederwaldtypischen Bewirtschaftungsform nimmt die vorliegende Fläche innerhalb eines Niederwald-Verbundsystems gerade auch durch ihre enge räumliche Nachbarschaft zum Naturschutzgebiet Niederwald Recklinghausen eine besondere Stellung ein.“

## Schutzzweck
Laut Landschaftsplan erfolgte die Ausweisung:
- „Schutz eines wertvollen Wald(bewirtschaftungs)typs, aus faunistischer, vegetationskundlicher und kulturhistorischer Sicht;“
- „Erhaltung und Optimierung eines artenreichen (Nieder-)Waldgebietes durch eine dem Waldtyp angepasste Bewirtschaftung.“
- „Entwicklung einer Niederwaldgesellschaft auf potentiellem Standort.“
- „Das NSG dient auch der nachhaltigen Sicherung von Vorkommen seltener Tier- und Pflanzenarten.“[1]

## Entwicklungsmaßnahmen
Im Landschaftsplan wurden als zusätzliche Entwicklungsmaßnahmen festgeschrieben:
„Vorhandenes Nadelholz ist zu entfernen. Zur Erhaltung der traditionellen Waldbewirtschaftungsweise ist die niederwaldartige Nutzung auf der Fläche im Rahmen vertraglicher Regelungen fortzuführen bzw. wieder aufzunehmen (§ 26 LG).“